# Дом Зелейщикова
Дом Зелейщикова (Дом Зеленщикова, Дом купца Кадомцева) — фактически утраченный памятник архитектуры. Располагался в Чебоксарах (Россия), современный адрес дома — улица Михаила Сеспеля, 15.

## История
Изначально в глубине участка по адресу Заводская, 12 был построен двухэтажный каменный дом (в XVIII веке у него был мансардный этаж). В 1977 году Г. И. Фадеева установила, что прямоугольное в плане здание в барочном стиле было построено для Алексея Кадомцева. Здание было увенчано многообломным карнизом. Между этажами проходил пояс, по вертикали фасады были расчленены лопатками. Дверные и оконные проёмы были плоско и ленточно обрамлены кирпичами, с замковыми камнями и «ушками». Под окнами были полукружия. Над проёмами входов в жилую часть располагались восьмигранные окна второго света. На металлических связях первого этажа здания были обнаружены клейма «Сибирь», у дверных проёмов были трапециевидные завершения. По совокупности элементов здание было датировано 1730-ми годами и считается первым зданием Чебоксар с использованием барочного декора. Согласно книге В. Суслова «Памятники древнего русского зодчества» 1895 года дом — лучшее гражданское строение Чебоксар. Ранее дом, согласно Постановлению Совета Министров РСФСР от 30 августа 1960 года № 1327 «О дальнейшем улучшении дела охраны памятников культуры в РСФСР», относили к XVII веку. Паспорта объекта были написаны в 1964 и 1972 годах.
Рядом с изначальным домом, согласно Н. И. Муратову, было расположено здание со строгим декором и крышей мансардного типа. По другим данным, рядом с барочным зданием располагались палаты, в дальнейшем послужившие вдохновением для псевдовосстановления дома Кадомцева. Вероятно, именно к этому зданию относится утверждение Н. И. Муратова о том, что в XIX веке дом перенёс несколько пожаров и был разобран в конце 1880-х годов.
Хозяева здания неоднократно менялись, в 1889 году владевшие им А. А. Сергеева и А. Ф. Зелейщикова передали здание в собственность Николаевскому собору. Предположительно, распространённое название дома получилось вследствие сочетания имён двух владельцев. После революции дом национализировали, приспособили под жильё и учреждения.
В конце 1970-х было решено разобрать здание в связи с созданием зоны затопления Чебоксарского водохранилища и перенести дом на новое место. Был зарезервирован участок, фрагменты декора и блоки кладки были перевезены на новые места, но в итоге разрушились в ходе хранения; сохранившиеся кирпичи пошли на восстановление дома Игумнова. Несмотря на явную утрату, памятник не был снят с государственной охраны. В 1990-х годах была попытка разработать проект воссоздания без использования бюджетных средств, был заложен фундамент. В 2008 году было объявлено о наличии нового проекта и возможности восстановления на условиях приватизации, но до 2014 года приватизация так и не состоялась. В 2014 году был выпущен приказ «Об утверждении предмета охраны», при этом в документе вновь фигурирует XVII век постройки, в предмет охраны внесено новое месторасположение без упоминаний прежнего и упоминание «формирующегося ансамбля объектов культурного наследия». Намерение о восстановлении вновь озвучивалось в 2016 году.
Фрагменты здания (кирпичи) на 2025 год находятся в лесу у Чебоксарского залива.